# Rondas Ostensivas Táticas Metropolitanas
A Rondas Ostensivas Táticas Metropolitanas, conhecida como ROTAM são unidades operacionais de elite das polícias militares, que atuam em vários estados brasileiros, foi criada no estado de Goiás com o nome de COE (Comando de Operações Especiais da PMGO), por volta do ano de 1981. A sigla pode referir-se às Rondas Ostensivas Táticas Metropolitanas das Polícias Militares dos estados de Goiás, Tocantins e Minas Gerais; ou às Rondas Ostensivas Táticas Motorizadas dos estados de Espírito Santo, Alagoas, Mato Grosso,  Amapá, Pará, Acre, Paraná e Distrito Federal.
As várias ROTAM foram concebidas diante dos resultados da ROTA (Ronda Ostensiva Tobias Aguiar) do estado de São Paulo, por suas abordagens mais rápidas e enérgicas em casos de segurança mais graves, como roubo de bancos e veículos. Surgiram principalmente entre as décadas de 1970 e 1980 devido o aumento dos números de roubos a bancos, o que fez necessário a criação de batalhões especializados da polícia militar  de caráter tático, formando e utilizando policiais com treinamento rigoroso e diferenciado para realizar abordagens com viaturas e armamento mais pesado em situações que o policiamento convencional não obtém os melhores resultados.

## Estados atuantes

### Minas Gerais
É uma força especial pronta para atuar em qualquer parte de Minas Gerais mediante acionamento do Comando-Geral da PMMG. De ágil deslocamento, esta força atua diuturnamente recobrindo as unidades de área (Batalhões) e atuando principalmente no combate à criminalidade violenta e ao tráfico de drogas.

### Goiás

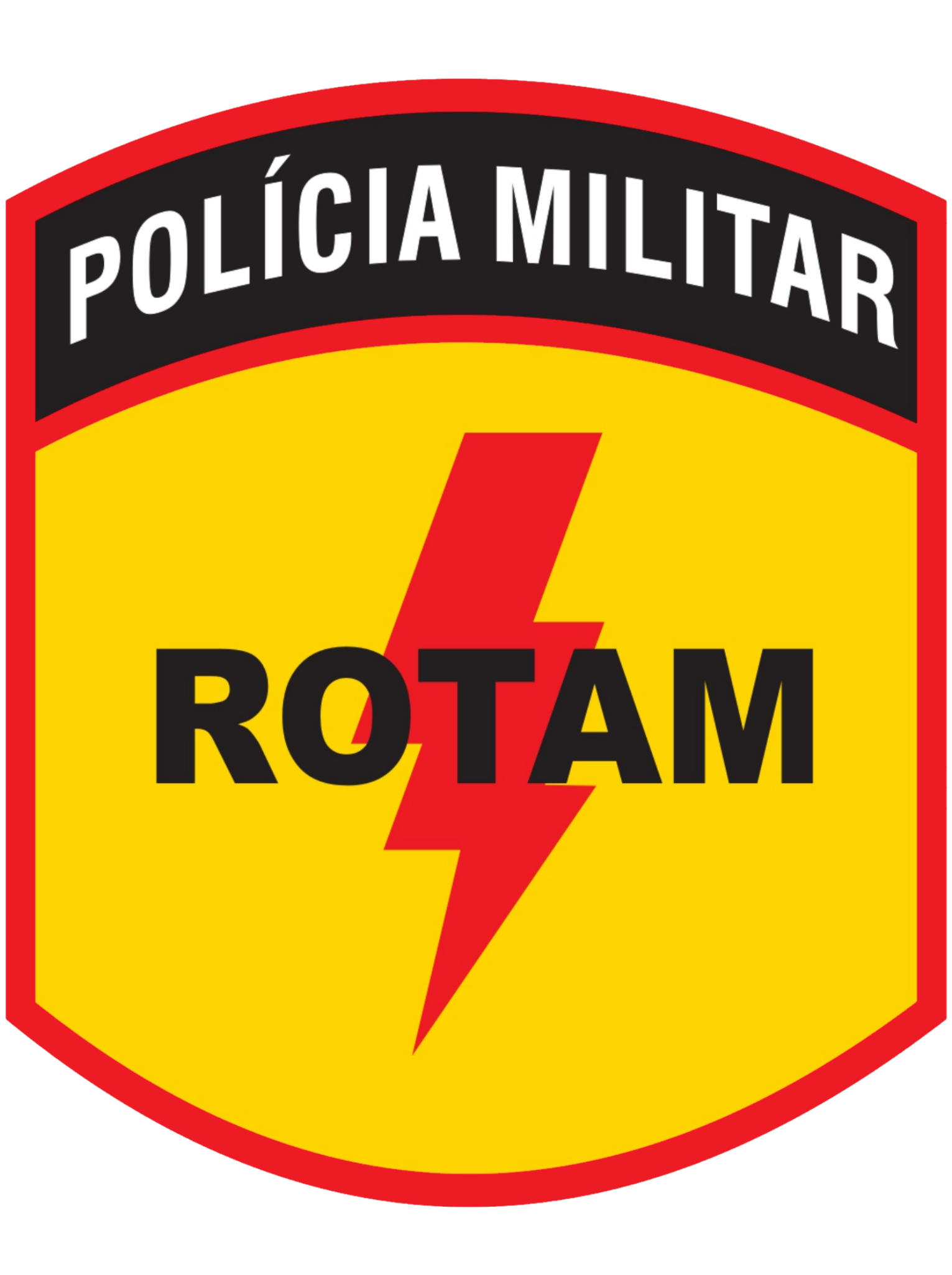
Brasão da Rondas Ostensivas Táticas Metropolitanas (ROTAM) do Estado de Goiás

A origem das Rondas Ostensivas Táticas Metropolitanas da Polícia Militar de Goiás (ROTAM/PMGO) está na Companhia de Choque do Primeiro Batalhão, onde foram criadas em 1981, final do Regime Militar Brasileiro (1964 - 1985), como Primeiro Pelotão de ROTAM, devido a necessidade de uma tropa de elite de pronto emprego para combater o crescente aumento de roubos a bancos perpetrados por guerrilheiros comunistas e demais criminosos, e seu primeiro comandante foi o  1° Tenente Antônio Marmo.
As influências da ROTA/PMESP sobre a ROTAM/PMGO se deram em dois momentos: em 1985 foi feita uma visita técnica de "rotamzeiros" (como são conhecidos os militares da ROTAM) ao Batalhão das Rondas Ostensivas Tobias Aguiar – ROTA; e em 1989, sob o comando do  Coronel Luiz Carlos Bucar Rêgo, oficiais e praças da ROTAM trouxeram para a Polícia Militar de Goiás os conhecimentos técnicos e doutrinários do 1° BPMChoque/ROTA e 3° BPMChoque Humaitá (que fazem parte do 2º Batalhão de Polícia de Choque) da PMESP.

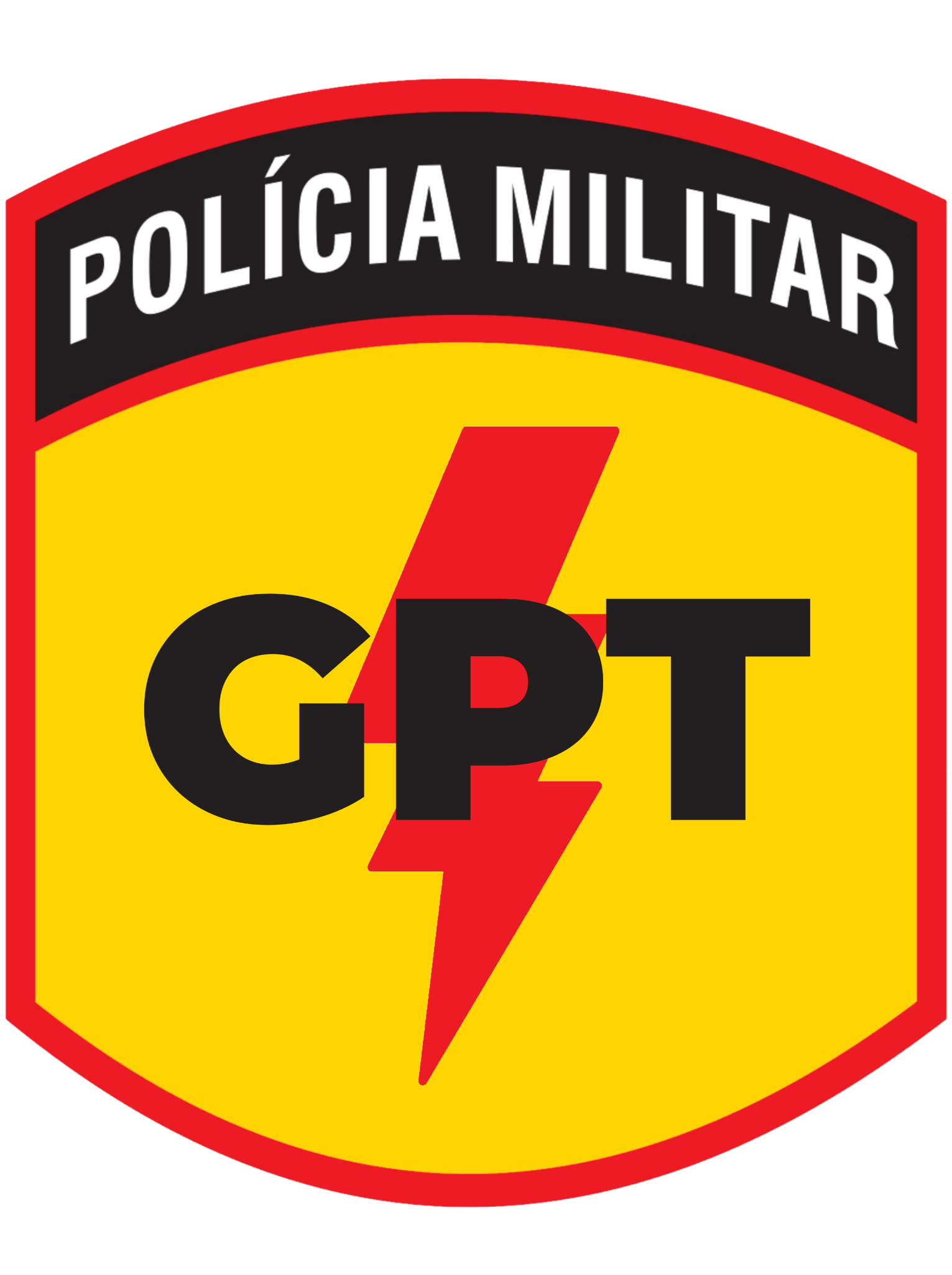
Brasão do Grupo de Patrulhamento Tático (GPT) do Estado de Goiás

Em 1989 deu-se a independência da Companhia de Choque do 1° Batalhão, vindo a ser denominada de Companhia Independente de Operações Especiais – CIOE, tendo como primeiro pelotão desta recém-criada OPM, o pelotão de ROTAM. Em 1991 o CIOE foi transformado em Batalhão de Choque e o pelotão de ROTAM foi transformado em Primeira Companhia de ROTAM. Em 2002,  o Coronel Divino Efigênio de Almeida - Patrono da ROTAM - através da Portaria n° 404 PM 033-PM/1, tornou a Companhia de ROTAM uma unidade independente, o que possibilitou a criação da doutrina própria da ROTAM, e iniciou-se o COR (Curso Operacional de ROTAM) - substituto do antigo Estágio Doutrinário herdado da ROTA/PMESP - ministrado semestralmente, hoje se encontra na 19a edição; e que, devido às suas austeridade e efetividade, atrai militares de várias corporações coirmãs. O atual comandante do Batalhão de ROTAM é o Tenente-coronel QOPM Fábio Francisco da Costa, o qual assumiu o Comando no lugar do antigo Comandante, o Tenente-coronel QOPM Benito Franco. O atual Sub-Comandante do BPMROTAM é o Major QOPM Brayan Stive Silva de Freitas. O lema da ROTAM-PMGO é "Reservada aos Heróis".

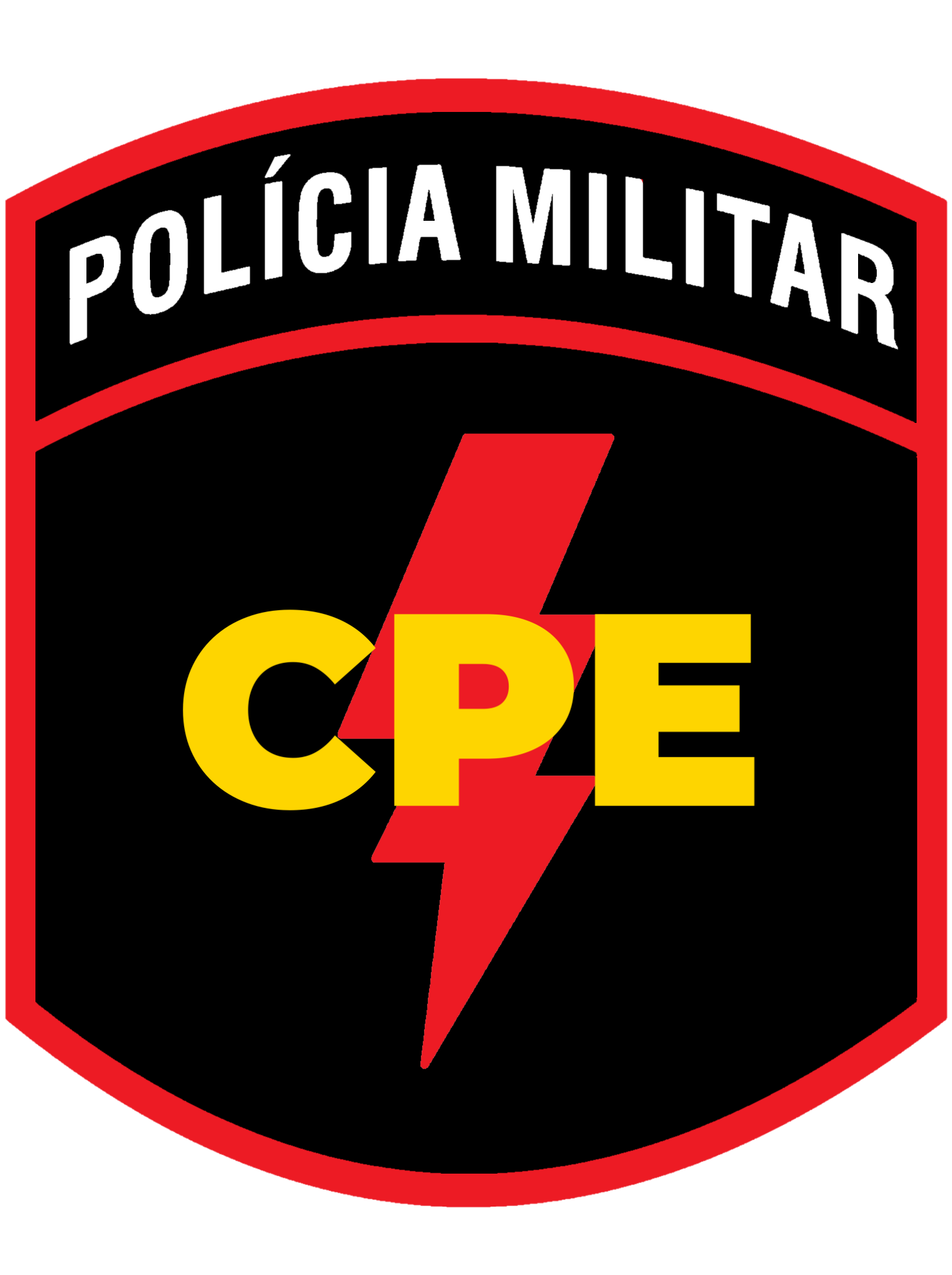
Brasão da Companhia de Policiamento Especializado (CPE) do Estado de Goiás

Diante dos resultados da ROTAM, em 1997 o policiamento especializado foi expandido ao interior do estado de Goiás, quando o COR deu moldes ao CPT (Curso de Patrulhamento Tático), no qual são formados os "raiados" (militares de patrulhamento tático especializado) da CPE (Companhia de Policiamento Especializado) e do GPT (Grupo de Patrulhamento Tático).
No estado de Goiás, a ROTAM é muito conhecida por diversos fatores, como sua atuação rápida e intensiva em casos graves, porém em alguns anos ela chegou a ser denunciada por diversos casos de irregularidades e atuações indevidas, mas mesmo diante de manifestações de ativistas pró-desmilitarização da PM; a população goiana tem se mostrado confiante e prestigiadora dos serviços prestados pelos policiais militares, em especial à ROTAM.
A ROTAM no Estado de Goiás foi oficializada por volta de 2002 e foi impedida de patrulhar após intimidações a jornalistas e permitida sua volta logo após policiais convencionais serem rendidos por uma quadrilha de ladrões de automóveis. Em alguns relatos, foi porque os criminosos não tinha medo dos policiais convencionais em si, mas apenas da ROTAM.
A ROTAM/PMGO já utilizou como armamento padrão  a pistola PT92AFD calibre 9mm Parabellum e o revolver calibre .357 Magnum, e recentemente a PMGO adquiriu a pistola Sig Sauer calibre 9mm, a carabina MD 97 calibre 556, a espingarda Gauge calibre 12, a carabina semiautomática IMBEL IA 2 5,56mm e o Fuzil Parafal 7,62 mm. Já os automóveis mais recentes são as caminhonetes modelo Chevrolet Trailblazer 2018 diesel automáticas e também as Chevrolet S10 2021.

## Ver Também
- Lista de forças especiais